# Archiwum Dziejów Oświaty
Archiwum Dziejów Oświaty – seria wydawnicza ukazująca się nieregularnie od 1959 w Warszawie. Wydawcą jest Instytut Historii Nauki PAN. 
Seria jest kontynuacją "Archiwum do Dziejów Literatury i Oświaty w Polsce", czasopisma wychodzącego w Krakowie w latach 1878-1939. Materiały w niej publikowane dotyczą dziejów pedagogiki i szkolnictwa w Polsce. 